# Поверхность Дарбу
Пове́рхность Дарбу́ — двумерная поверхность в трёхмерном евклидовом пространстве {\displaystyle \mathbb {E} ^{3}}, на которой определен и тождественно равен нулю тензор Дарбу.
Тензор Дарбу — это трижды ковариантный симметрический тензор третьего порядка, определённый на поверхности F2 с ненулевой гауссовой кривизной K в E3.
Компоненты тензора Дарбу {\displaystyle \Theta } вычисляются по формулам:
{\displaystyle \Theta _{ijm}=\nabla _{m}b_{ij}-{\frac {b_{ij}\nabla _{m}K+b_{mi}\nabla _{j}K+b_{jm}\nabla _{i}K}{4K}},\quad i,j,m=1,2,}
где {\displaystyle b_{ij}} — коэффициенты второй квадратичной формы, K — гауссова кривизна, а {\displaystyle \nabla _{m}b_{ij}} и {\displaystyle \nabla _{m}K} — их ковариантные производные.
К этому тензору в специальных координатах впервые пришёл Г. Дарбу.

## Свойства
- Обращение в ноль тензора Дарбу характеризует поверхности Дарбу в E3 — двумерные поверхности второго порядка, не развёртывающиеся на плоскость[2].

- Другое важное свойство поверхностей Дарбу связано с теорией бесконечно малых изгибаний поверхностей. Так, поверхности Дарбу положительной гауссовой кривизны K>0 в E3 характеризуются тем свойством, что система уравнений бесконечно малых изгибаний на них и только на них сводится к системе уравнений Коши — Римана[3].

- Естественным обобщением поверхностей Дарбу являются n-мерные подмногообразия с циклически рекуррентной второй фундаментальной формой в {\displaystyle (n+p)}-мерных пространствах постоянной кривизны[4].

- Всякая циклически рекуррентная поверхность F2 с ненулевой гауссовой кривизной {\displaystyle K} в трехмерном евклидовом пространстве {\displaystyle \mathbb {E} ^{3}} локально есть поверхность Дарбу[5].

- Теорема Бонне. На поверхности Дарбу в трёхмерном евклидовом пространстве вдоль каждой линии кривизны соответствующая ей главная кривизна пропорциональна кубу другой главной кривизны[6].